# Jarlovi Lade
Jarlovi Lade (Ladejarler) ili staronordijski Hlaðira su bili dinastija norveških vladara koja je vladala Trøndelagom i Hålogalandom od 9. do 11. stoljeća.

## Lade Gaard
Tradicionalno sjedište jarlova bio je posjed Lade na mjestu današnjeg Trondheima (Lade Storgård i Trondheim). Povijesni posjed nalazio se u istočnom dijelu Trondheima. Graničio je s Trondheimsfjordom, važnim morskim putom u vikinškom dobu.
Prema Snorreu, kralj Harald I. Ljepokosi je bio veliki zapovjednik, ali nije imao flotu. Za to mu je pomogao Håkon Grjotgardsson. U znak zahvalnosti, Harald I. mu je dao posjed Lade i proglasio ga prvim jarlom Lade.

## Značajni jarlovi Lade
- Hákon Grjótgarðsson, saveznik Haralda I. Ljepokosog pri ujedinjavanju Norveške
- Sigurðr Hákonarson, prijatelj i savjetnik Haakona Dobrog
- Hákon Sigurðarson, de facto kralj Norveške
- Eiríkr Hákonarson, upravitelj najvećeg dijela Norveške pod Svenom I. Rašljobradim
- Sveinn Hákonarson, upravitelj dijela Norveška pod Olafom Švedskim
- Hákon Eiríksson, upravitelj Norveške pod Knutom Velikim

## Vanjske poveznice
- Lade Gaard